# 삼양터널
삼양터널(三陽터널, Samyang Tunnel)은 대한민국의 충청북도 옥천군 옥천읍 서정리에 위치한 경부고속도로 상의 터널이다. 연장 부산 방면은 336.0m, 서울 방면은 361.0m, 폭은 13.6m(유효폭 12.7m), 높이 8.3m으로, 터널 서쪽으로는 옥천 나들목으로 연결된다.

## 같이 보기
- 옥천1터널: 부산 방면, 다음 터널
- 증약터널: 서울 방면, 다음 터널